# Arc amb llambrequins

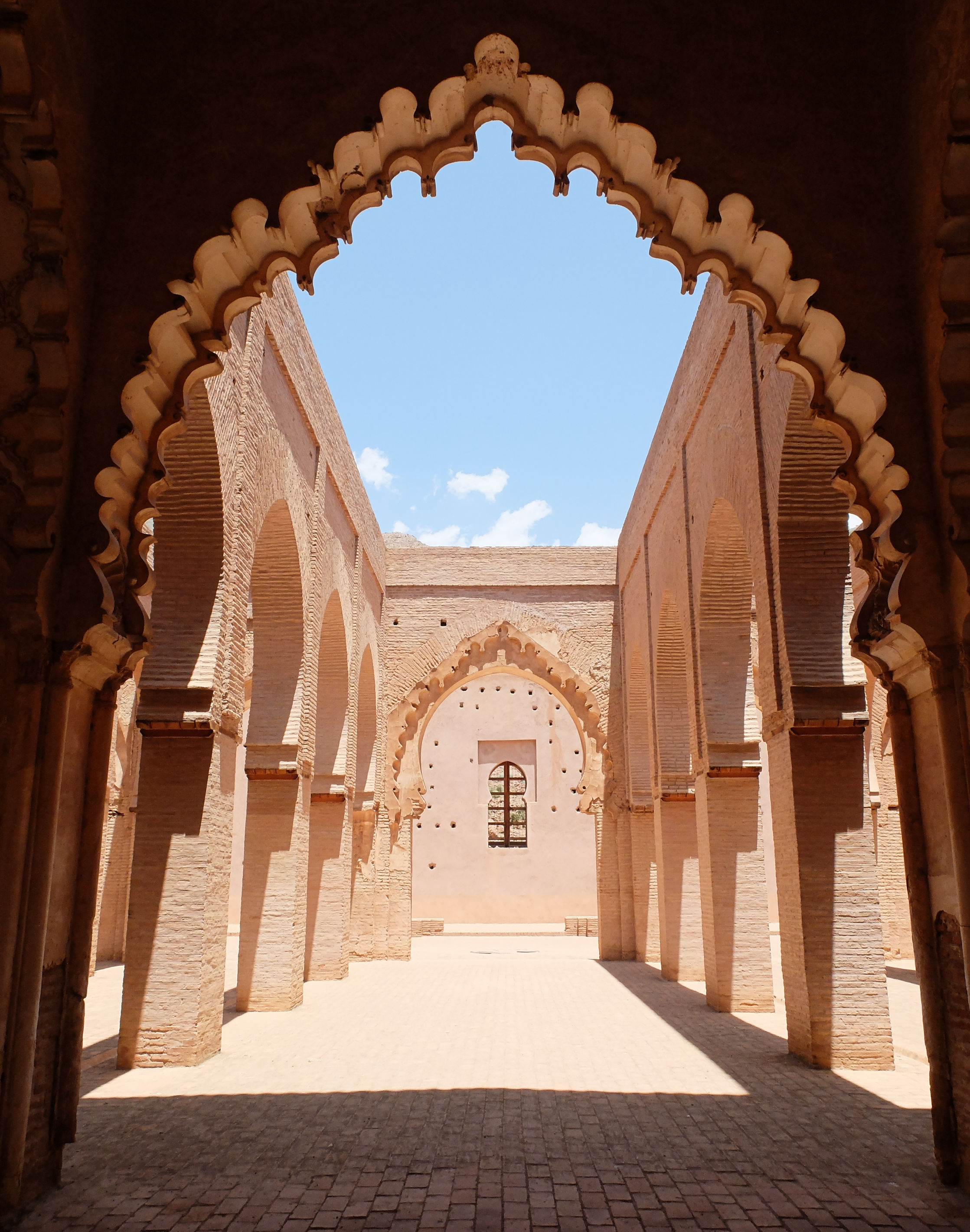
Un arc amb llambrequins de la Mesquita de Tinmal

L'arc amb llambrequins (o també arc de llambrequins) és un tipus d'arc amb un perfil adornat amb lòbuls i puntes. És molt característic de l'arquitectura morisca i del Marroc.
A vegades es relaciona amb l'arc amb mocàrabs, de manera que les dues denominacions s'apliquen als dos tipus d'arcs.

## Origen del nom
La paraula llambrequí, d'origen francés, serveix per a designar en heràldica una mena d'adorns (que solen consistir en fulles d'acant o plomes), que envolten un escut d'armes. L'ús de la paraula per a descriure aquest tipus d'arcs és una referència a la semblança en la disposició de l'ornament heràldic i l'arquitectònic.

## Característiques
A causa de la semblança entre tots dos, l'arc amb llambrequins és a vegades denominat arc amb mocàrabs. Alguns estudiosos especulen que l'arc amb llambrequins deriva de l'ús de mocàrabs en els arcs. :232  :123  A més a més, els arcs amb llambrequins solien disposar de mocàrabs col·locats a l'intradós. Els seus orígens també es remunten als arcs mixtilinis.
Aquest tipus d'arc es va introduir a les àrees del Magrib i Al-Àndalus durant el període almoràvit (segles XI-XII), amb una aparició primerenca en la secció funerària de la Mesquita de Qarawiyyin (a Fes), que data de principis del segle XII.:232  Després, es va fer comú en les arquitectures almohade, marínida i nassarita. En molts casos es va utilitzar per a ressaltar els arcs situats a prop de la zona del mihrab d'una mesquita. Els arcs de mocàrabs també es troben abundantment en els palaus de l'Alhambra de Granada, en especial al Pati dels Lleons.

## Exemples

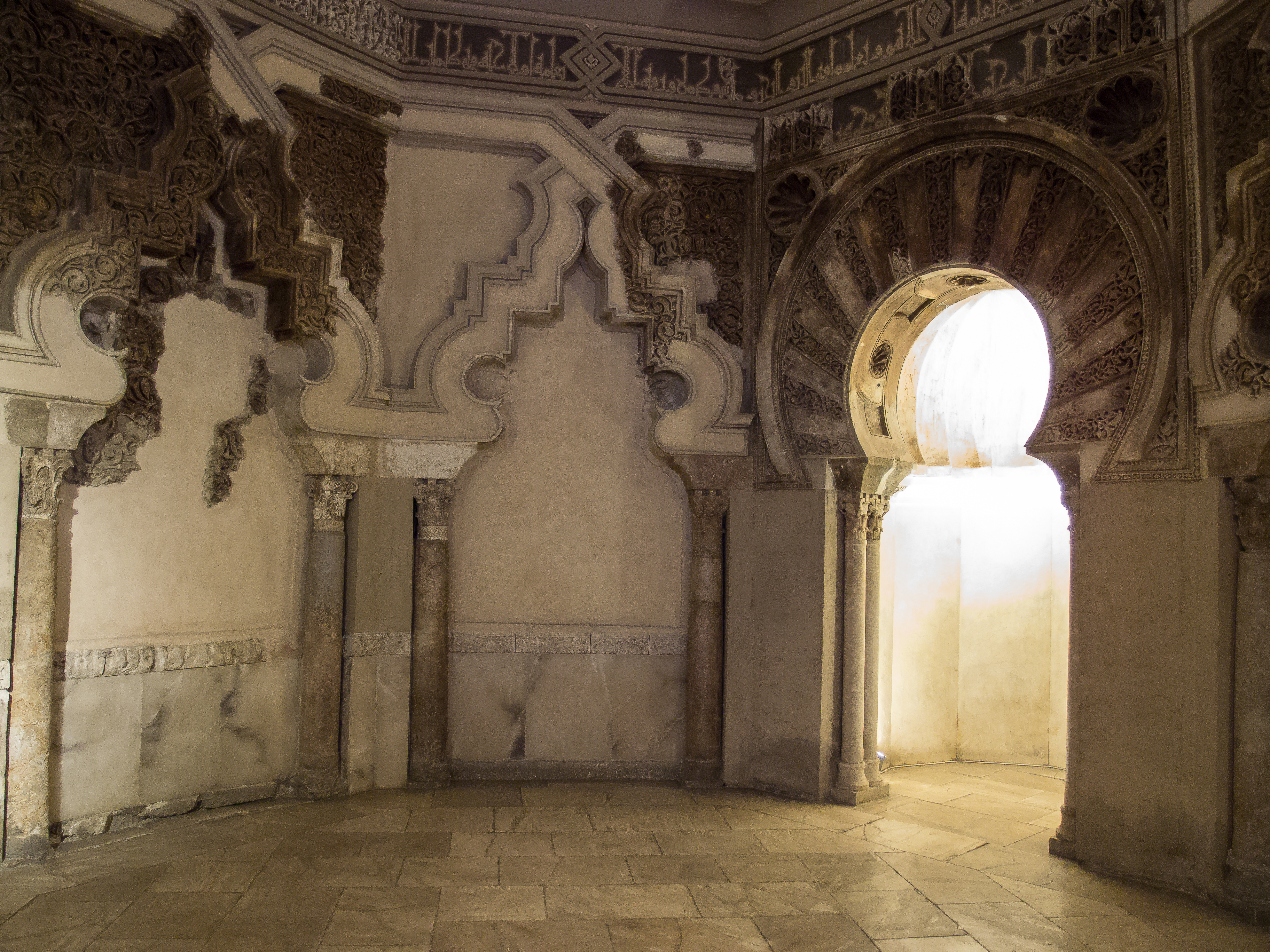
Exemple d'arcs "mixtilinis" més primitius (esquerra i centre) en l'Aljaferia de Saragossa (segle XI)
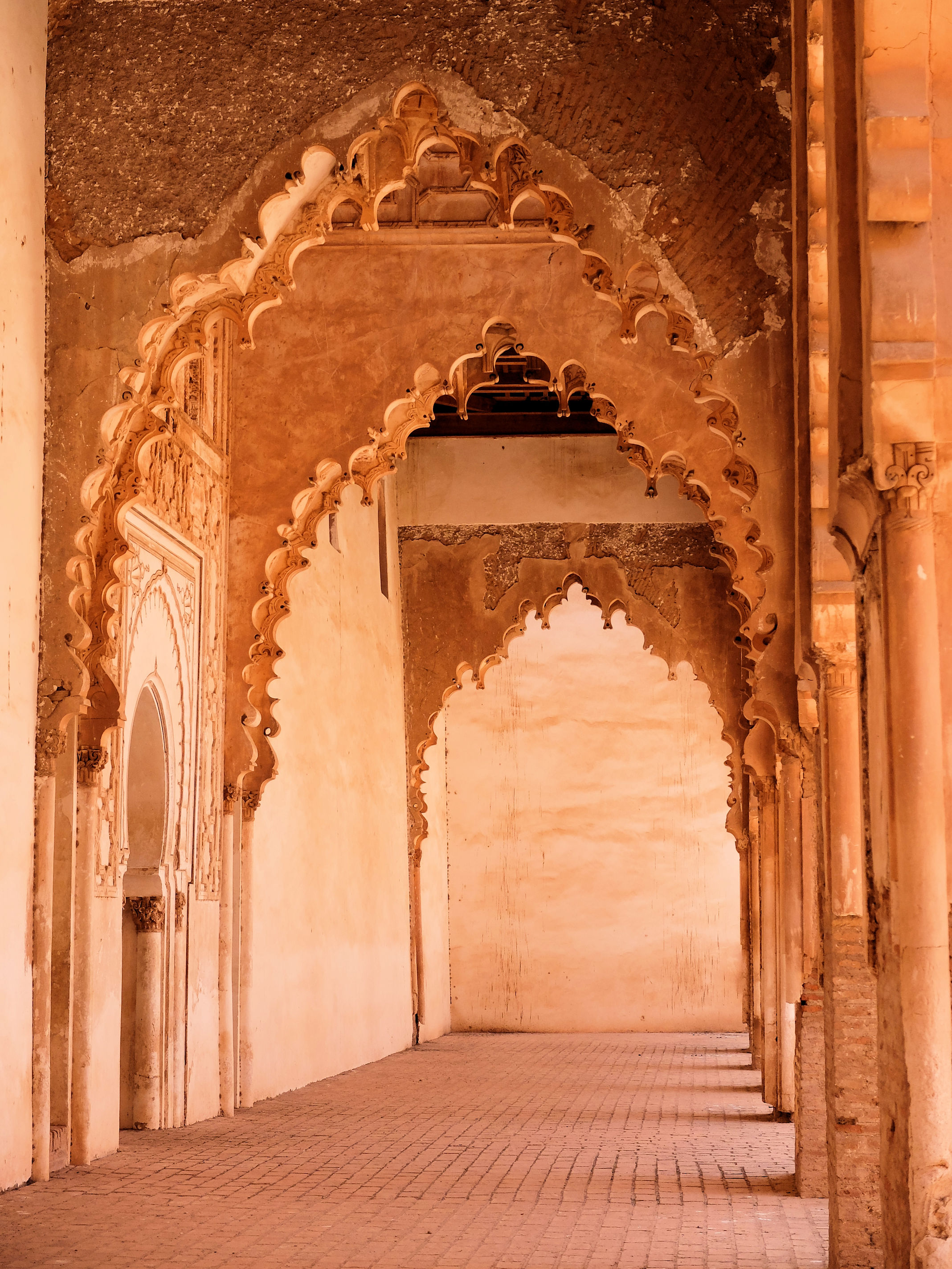
Arcs amb llambrequins al corredor de l'alquibla de la Mesquita de Tinmal (mitjan segle XII)
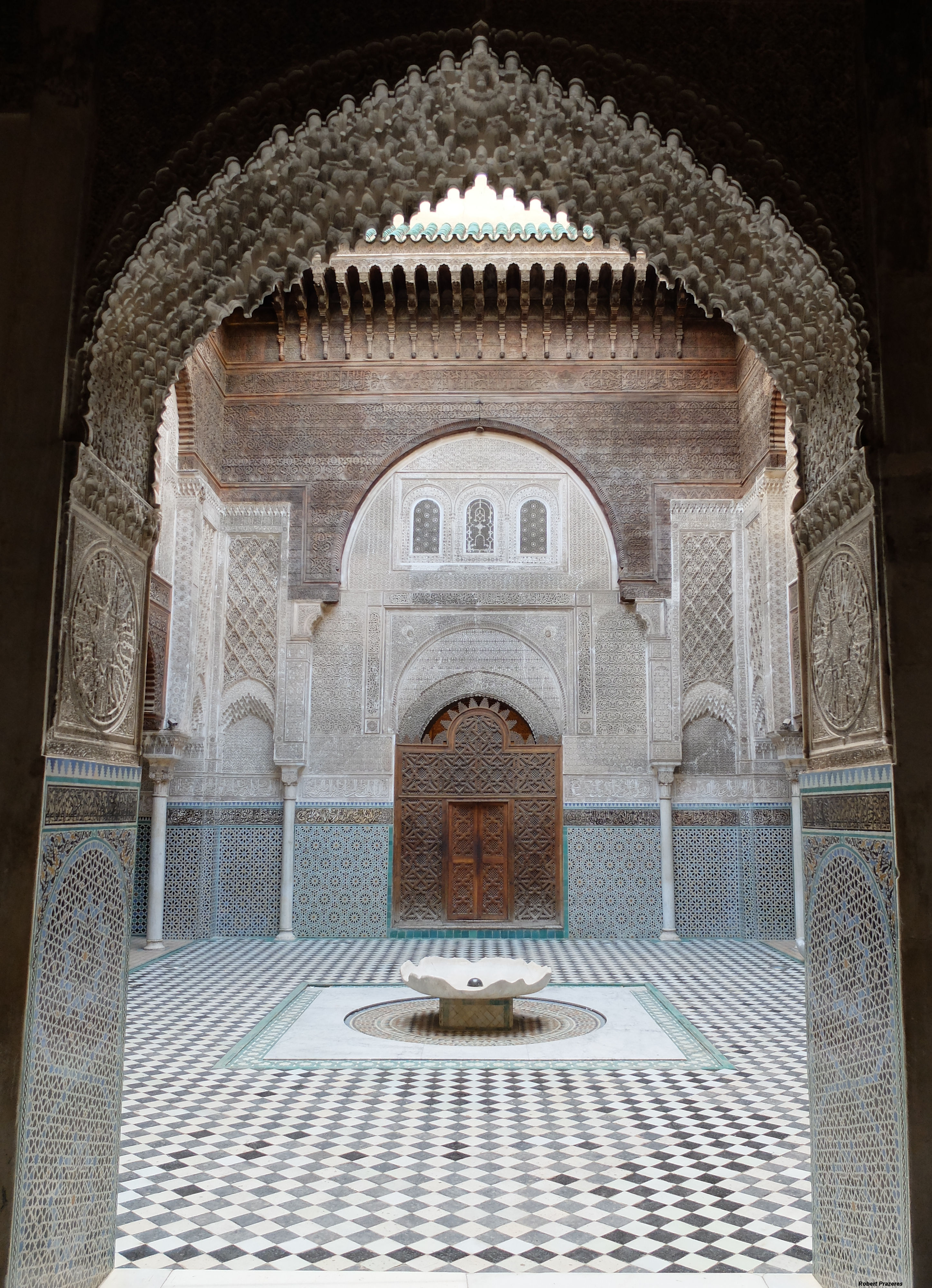
Un arc amb llambrequins o de mocàrabs, en la Madrassa d'Al Attarine, Fes (1323-1325)
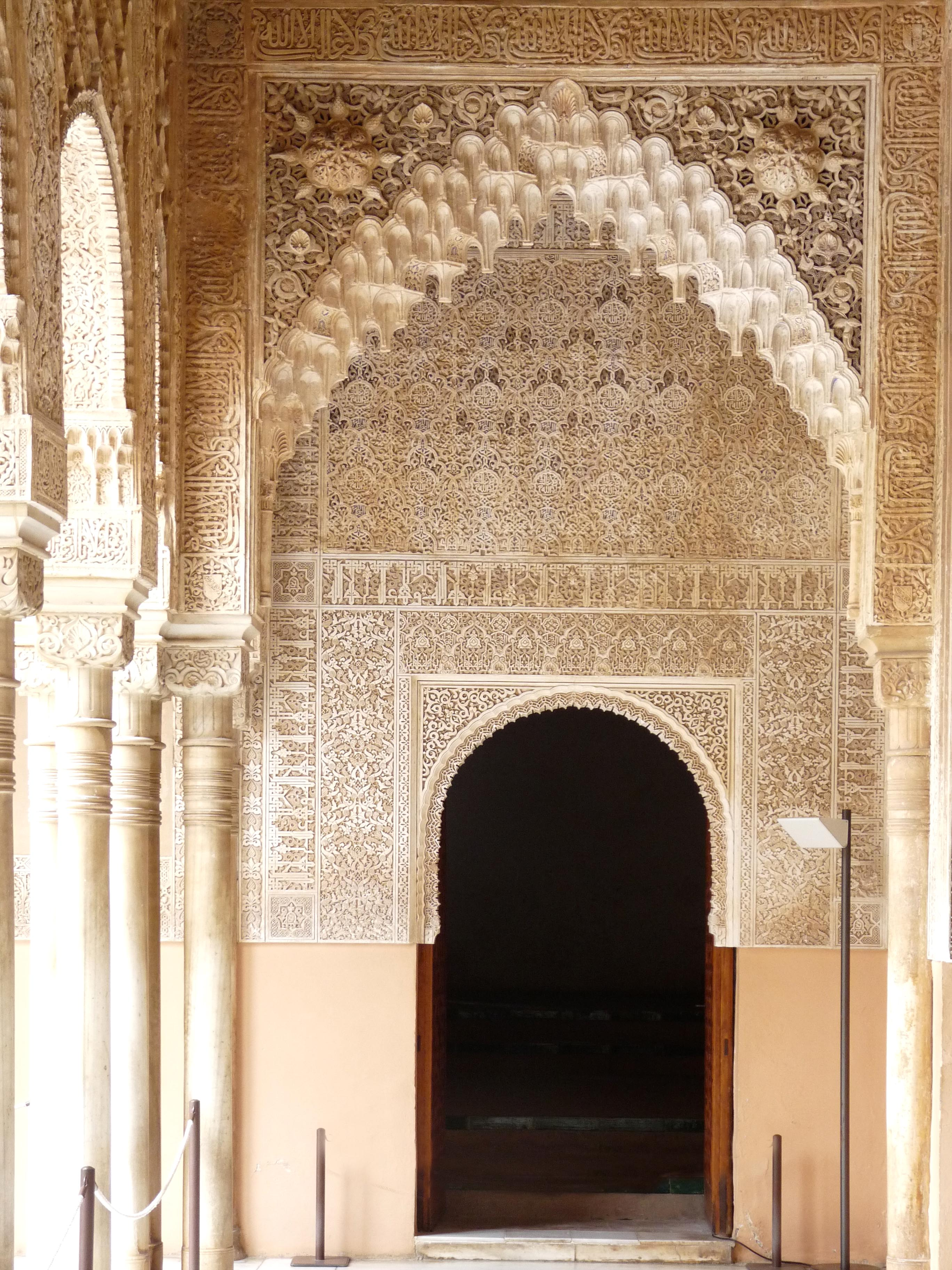
Un arc amb llambrequins/mocàrabs (dalt) a la galeria del Pati dels Lleons de l'Alhambra, Granada (segle XIV)
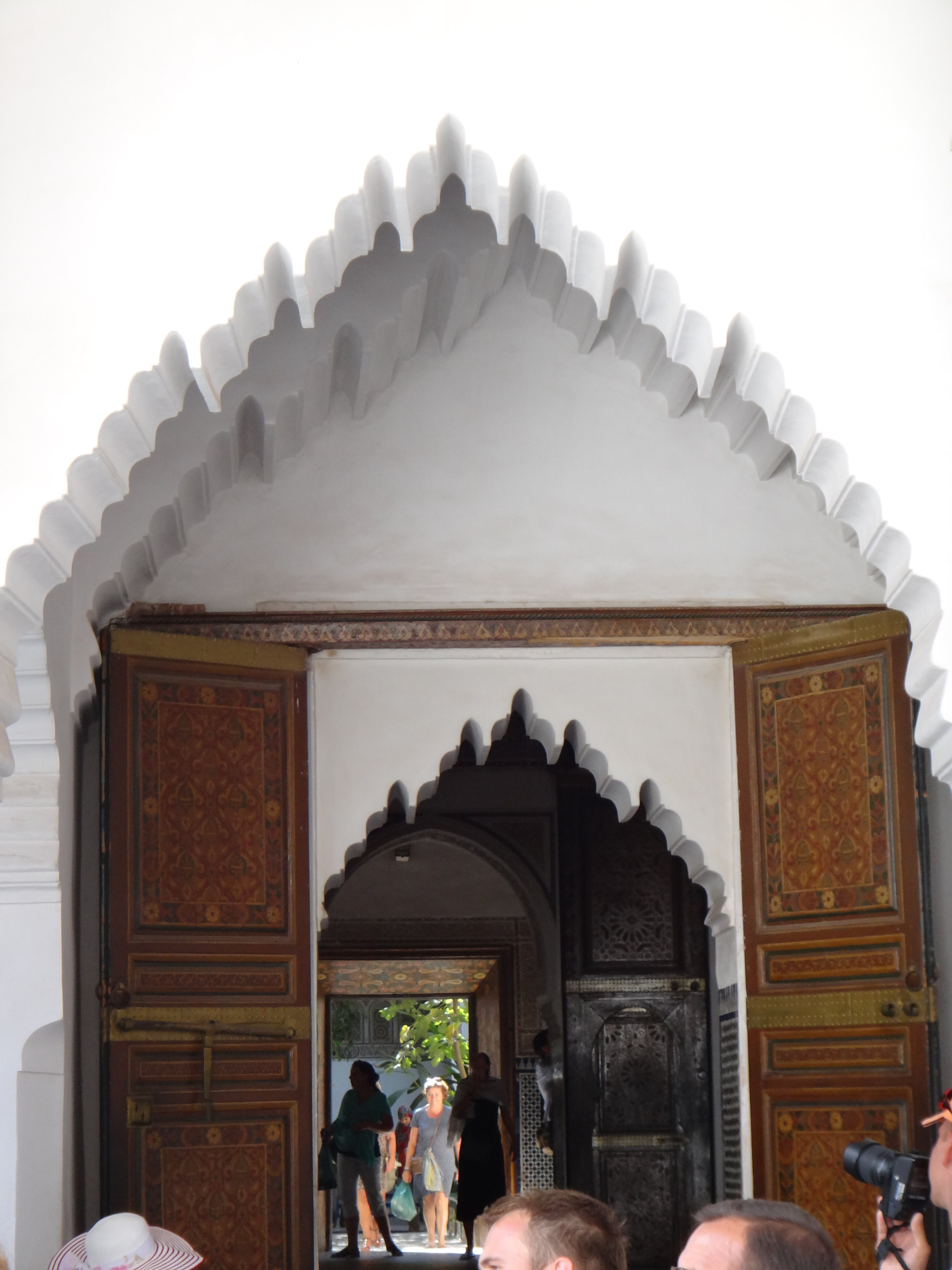
Arcs amb llambrequins al Palau de la Baiya de Marràqueix, Marroc (finals del segle XIX)